# Gerd Loßdörfer
Gerhard „Gerd” Loßdörfer (ur. 7 października 1943 w Nordhausen) – niemiecki lekkoatleta, płotkarz, medalista mistrzostw Europy z 1966. W czasie swojej kariery reprezentował Republikę Federalną Niemiec.
Zdobył srebrny  medal w biegu na 400 metrów przez płotki na mistrzostwach Europy w 1966 w Budapeszcie za Włochem Roberto Frinollim.
Zdobył srebrny medal w dziesięcioboju na letniej uniwersjadzie w 1963 w Porto Alegre.
Był mistrzem RFN w biegu na 400 metrów przez płotki w 1966 oraz brązowym medalistą w 1969.
7 sierpnia 1966 w Hanowerze wyrównał rekord RFN w tej konkurencji czasem 49,9 s.